# Danijel Pranjić
Danijel Pranjić, né le 2 décembre 1981 à Našice en Yougoslavie (auj. en Croatie), est un footballeur international croate.
Il peut évoluer sur tout le flanc gauche du terrain.

## Biographie

### En club
Danijel Pranjić débute en première division croate au NK Osijek, puis est transféré en 2004 au Dinamo Zagreb, puis au SC Heerenveen en 2005 où il devient titulaire indiscutable. 
En juin 2009, il signe pour 3 ans et 7,7 millions d'euros au FC Bayern Munich. Fait rarissime dans le monde du football, Danijel Pranjić a dépensé les 700 000 € supplémentaires que réclamait le SC Heerenveen de sa poche afin que le transfert puisse s'effectuer. Milieu technique capable d'évoluer sur tout le côté gauche du terrain, et notamment doté d'une bonne qualité de passe, Pranjić joue la première partie de saison en arrière gauche, prenant vite la place d'un Edson Braafheid pas au niveau. Le résultat n'est pas non plus convaincant, et Louis van Gaal finira par faire jouer à ce poste Holger Badstuber, puis Diego Contento, ce dernier s'imposant comme une petite surprise. Danijel fait une deuxième partie de saison honorable comme remplaçant en milieu de terrain, et joue tout de même la demi-finale aller de la Ligue des champions face à Lyon, en tant que titulaire, en lieu et place du capitaine Mark van Bommel, suspendu pour l'occasion.
Pendant la première partie de la saison 2010-2011, il retrouve une place de titulaire, profitant des blessures en cascade qui minent le club bavarois. Il joue tantôt arrière gauche, tantôt milieu de terrain, et livre des prestations honorables.
Le 13 juillet 2012, le joueur rejoint le Sporting Clube de Portugal, avec un contrat d'une durée de 3 ans, sans aucune indemnité de transfert. Il donne satisfaction lors des premiers matchs amicaux qu'il dispute, et il dispute son premier match officiel sous le maillot du Sporting le 30 août 2012 contre l'AC Horsens (5-0) en Ligue Europa en tant que latéral gauche. Au mois de janvier 2013, n'ayant pas répondu aux attentes du club lisboète durant la première partie de la saison 2012-2013, il est prêté au Celta de Vigo.
Le 30 août 2013, le Sporting annonce officiellement sur son site internet avoir trouvé un accord avec Danijel Pranjić pour mettre fin à son contrat. Le joueur s'accorde peu de temps après avec le Panathinaïkos, en Grèce.
Pranjić rejoint la Slovénie le 11 septembre 2016, s'engageant en faveur du FC Koper.

### En sélection
Danijel Pranjić honore sa première sélection avec l'équipe nationale de Croatie le 16 novembre 2004, à l'occasion d'un match amical face à l'Irlande. Il entre en jeu à la place de Marko Babić lors de cette rencontre perdue par les Croates (1-0 score final)
Il est retenu par le sélectionneur croate Slaven Bilić pour l'Euro 2008, jouant titulaire au poste de défenseur latéral gauche où il est élu meilleur arrière gauche de la compétition[réf. nécessaire]. 
Il est de nouveau convoqué avec la sélection de Croatie par le nouveau sélectionneur Igor Štimac pour le match amical face à la Suisse prévu le 15 août 2012.
À la suite de la sélection de Sammir en équipe nationale à sa place sans que Štimac ne le prévienne, Pranjić décide de prendre sa retraite internationale.

## Statistiques
| Saison           | Club                 | Pays     | Championnat | Championnat | Championnat | Coupes nationales | Coupes nationales | Coupe d'Europe | Coupe d'Europe | Coupe d'Europe | Total  | Total |
| Saison           | Club                 | Pays     | Division    | Matchs      | Buts        | Matchs            | Buts              | Type           | Matchs         | Buts           | Matchs | Buts  |
| ---------------- | -------------------- | -------- | ----------- | ----------- | ----------- | ----------------- | ----------------- | -------------- | -------------- | -------------- | ------ | ----- |
| 2012 - 2013      | Sporting CP          | Portugal | Liga        | 9           | 0           | 3                 | 0                 | C3             | 6              | 0              | 18     | 0     |
| jan. 2013 - 2013 | Celta de Vigo (prêt) | Espagne  | Liga BBVA   | 10          | 0           | -                 | -                 | -              | -              | -              | 0      | 0     |

## Palmarès
- Champion d'Allemagne en 2010 avec le Bayern Munich
- Vainqueur de la Coupe d'Allemagne en 2010 avec le Bayern Munich
- Vainqueur de la Supercoupe d'Allemagne en 2010 avec le Bayern Munich
- Finaliste de la Ligue des champions de l'UEFA en 2012 avec le Bayern Munich
- Vainqueur de la Coupe des Pays-Bas en 2009 avec le SC Heerenveen
- Vainqueur de la Coupe de Grèce en 2014 avec le Panathinaïkos.

## Parcours d'entraîneur
- sep. 2020-avr. 2021 :  Omonia Psevda
- sep. 2022-mars 2023 :  NK Trnje Zagreb
- mars 2023-juin 2023 :  FK Sloboda Tuzla
- juil. 2023-jan. 2024 :  Achyronas-Onisilos FC
- août 2024-oct.2024 :  NK GOŠK Gabela